# موندی فارما
موندی فارما (انگلیسی: Mundipharma) شرکت داروسازی آلمانی است، که در سال ۱۹۶۷ تأسیس شد.